# Magdalena Konefal
Magdalena Joanna Konefal, född 20 maj 1978 i Wrocław i Polen, är en svensk kompositör, sångerska och pianist.

## Biografi
Konefal är uppvuxen i en musikalisk familj i Mora och gick estetiskt program på Haraldsbogymnasiet i Falun. Redan vid denna tid uppmärksammades hon som jazzsångerska. Senare har hon under vistelser och resor i och till Italien och Sydafrika arbetat med såväl lokala musiker och kompositörer som med företrädare för slampoesi. Under tiden i Italien medverkade hon på soundtracket till filmen La Quindicesima Epistola skriven av kompositören Maurizio Abeni. Hon har även studerat afroamerikansk musik i två år på Fridhems folkhögskola i Svalöv.
Den 28 januari 2009 skivdebuterade hon med EP:n "Mixtape of a lifesound vol.0,5". Första singeln "Thinking About You" blev samma vecka P3:s högsta addering. Hon har framträtt på bland annat Stockholm Jazz Festival (2009), Storsjöyran och Fasching. Följande år skrev hon kontrakt med musikbolaget Air Chrysalis Scandinavia. Konefal har, i samarbete med Povel Ohlsson under namnet The Rebirth Station, spelat in en platta.
Konefals musik har i Dagens Nyheter beskrivits som "drömsk soul med stänk av Curtis Mayfield-harpor och Princesyntar – någonstans mellan Little Dragon, Robyn och Salem al Fakir"; själv har hon som musikaliska förebilder angivit Chaka Khan, John Legend och Iain Robinson men även äldre jazzsångerskor som Ella Fitzgerald, Billie Holiday och Aretha Franklin. 
Konefal är bland annat utbildad på Kungliga Musikhögskolan i Stockholm och har arbetat flera år som sånglärare,.

## Diskografi
- 2000 – La Quindicesima Epistola (soundtrack; medverkar som sångerska)
- 2009 – Mixtape of a lifesound vol.0,5
- 2010 – Cities (singel; med Povel Ohlsson under namnet The Rebirth Station)[7]
- 2013 – The Mirror (singel)[7]